# اوسک ناد بتشووو
اوسک ناد بتشووو (به چکی: Osek nad Bečvou) یک منطقهٔ مسکونی در جمهوری چک است که در ناحیه پرروف واقع شده‌است. اوسک ناد بتشووو ۱۳٫۰۲ کیلومتر مربع مساحت و ۱٬۲۰۷ نفر جمعیت دارد و ۲۲۵ متر بالاتر از سطح دریا واقع شده‌است.